# CD Getafe Femenino
Der Club Deportivo y Escuela de Fútbol Getafe Femenino, meist kurz CD Getafe Femenino, ist ein spanischer Frauenfußballverein aus Getafe. Der Klub wurde 2020 als Abspaltung der Frauensektion von Agrupación Deportiva Alhóndiga ins Leben gerufen.

## Geschichte
Die Ursprünge des CD Getafe Femenino gehen auf die im Jahr 2010 gegründete Frauensektion des Fußballvereins Agrupación Deportiva Alhódiga aus Getafe zurück. Die erste Mannschaft konnte in der Saison 2013/14 die höchste Spielklasse der Madrider Regionalliga für sich entscheiden und stieg zur Spielzeit 2014/15 erstmals in die Segunda División auf. Hier konnte sich AD Alhóndiga bis 2019 halten, ehe aufgrund einer Reform des Ligasystems, die zweite Spielklasse wurde von 94 auf 32 Teilnehmer reduziert, der Abstieg in die Primera División Nacional erfolgte. 
Die Frauenfußballsektion des Klubs war seit der Gründung schnell gewachsen und so wurde am Ende der Saison 2019/20 der Entschluss gefasst diese abzuspalten. Der neu geschaffene unabhängige Verein wurde als Club Deportivo y Escuela de Fútbol Getafe Femenino eingeschrieben und startete ab dem Spieljahr 2020/21 in der Primera Nacional. Bereits in der ersten Saison konnte die Gruppe 5 gewonnen werden, im darauffolgenden Play-off um den Aufstieg scheiterte CD Getafe Femenino jedoch nach Hin- und Rückspiel mit 2:4 am FC Levante Las Planas. Mit einem dritten Platz in der Saison 2021/22 gelangte CD Getafe Femenino zum Spieljahr 2022/23 in die neu geschaffene Segunda Federación. Der bisher größte Erfolg glückte dem Verein 2023/24, die Mannschaft konnte die Gruppe 2 für sich entscheiden und erreichte somit den Aufstieg in die Primera Federación, der zweiten Spielklasse im spanischen Frauenfußball.